# Als het golft
"Als het golft" is een nummer van de Nederlandse band De Dijk. Het nummer verscheen op hun album Zevende hemel uit 2000. Op 2 juni dat jaar werd het nummer uitgebracht als de eerste single van het album.

## Achtergrond
"Als het golft" is geschreven door gitarist Nico Arzbach in samenwerking met saxofonist Ruud Musman. Volgens drummer Antonie Broek kent het nummer invloeden uit de Portugese fado. Zanger Huub van der Lubbe voegde hieraan toe dat dit te maken heeft met het accordeongeluid: "Het is een andere groove, een andere deining." In de videoclip speelt de band het nummer live op een straatfeest.
"Als het golft" werd destijds geen grote hit. De single haalde de Nederlandse Top 40 niet en bleef 7 weken steken op de 8e positie in de Tipparade, terwijl in de Mega Top 100 op Radio 3FM slechts de 63e positie werd behaald. Desondanks bleek het onder de fans een populair nummer tijdens concerten, iets waar door de bandleden positief op is gereageerd. De populariteit blijkt ook uit het feit dat de single is opgenomen in de jaarlijkse NPO Radio 2 Top 2000 van de Nederlandse publieke radiozender NPO Radio 2, waarin de single sinds de editie van december 2005 genoteerd staat, met een 462e positie in 2007 als voorlopig hoogste notering.

## Hitnoteringen

### Mega Top 100
| Hitnotering: 10-06-2000 t/m 05-08-2000 | Hitnotering: 10-06-2000 t/m 05-08-2000 | Hitnotering: 10-06-2000 t/m 05-08-2000 | Hitnotering: 10-06-2000 t/m 05-08-2000 | Hitnotering: 10-06-2000 t/m 05-08-2000 | Hitnotering: 10-06-2000 t/m 05-08-2000 | Hitnotering: 10-06-2000 t/m 05-08-2000 | Hitnotering: 10-06-2000 t/m 05-08-2000 | Hitnotering: 10-06-2000 t/m 05-08-2000 | Hitnotering: 10-06-2000 t/m 05-08-2000 | Hitnotering: 10-06-2000 t/m 05-08-2000 |
| Week                                   | 1                                      | 2                                      | 3                                      | 4                                      | 5                                      | 6                                      | 7                                      | 8                                      | 9                                      |                                        |
| -------------------------------------- | -------------------------------------- | -------------------------------------- | -------------------------------------- | -------------------------------------- | -------------------------------------- | -------------------------------------- | -------------------------------------- | -------------------------------------- | -------------------------------------- | -------------------------------------- |
| Positie                                | 99                                     | 86                                     | 73                                     | 66                                     | 74                                     | 70                                     | 63                                     | 65                                     | 80                                     | uit                                    |

### Nederlandse Top 40
Hitnotering: #8 in de Tipparade. (7 weken).

### NPO Radio 2 Top 2000
| Nummer met noteringen in de NPO Radio 2 Top 2000 | '05 | '06 | '07 | '08 | '09 | '10 | '11 | '12 | '13 | '14  | '15 | '16  | '17  | '18  | '19  | '20  | '21 | '22 | '23 | '24  |
| ------------------------------------------------ | --- | --- | --- | --- | --- | --- | --- | --- | --- | ---- | --- | ---- | ---- | ---- | ---- | ---- | --- | --- | --- | ---- |
| Als het golft                                    | 913 | 468 | 462 | 782 | 633 | 548 | 683 | 678 | 753 | 1052 | 983 | 1063 | 1271 | 1252 | 1195 | 1167 | 929 | 639 | 957 | 1218 |

1. ↑  Een vetgedrukt getal geeft de hoogste notering aan.
2. ↑  2005 was het eerste jaar met een notering voor dit nummer.